# Gimnàstic de Tarragona
Club Gimnàstic de Tarragona, ofta kallad Nàstic, är en spansk fotbollsklubb från Tarragona i Katalonien. Laget spelar säsongen 2014/2015 i Spaniens tredje högsta fotbollsserie, Segunda B. Säsongen 2006–2007 tillbringade man dock i La Liga.
Hemmaarenan Nou Estadi ('Nya stadion') rymmer 16 600 sittplatser.

## Färger
Gimnàstic de Tarragona spelar i vit, röd och svart trikåer, bortastället är svart och grön.
| Gimnàstic de Tarragona | Gimnàstic de Tarragona |

### Dräktsponsor
- 20??–nutid Umbro

### Trikåer
| år 1914 | år 1952 | år 2012/13 | år 2014/15 | år 2016/17 | år 2017/18 | år 2018/19 |

## Källhänvisningar